# Brezzo di Bedero
Brezzo di Bedero é uma comuna italiana da região da Lombardia, província de Varese, com cerca de 950 habitantes. Estende-se por uma área de 8 km², tendo uma densidade populacional de 119 hab/km². Faz fronteira com Brissago-Valtravaglia, Cannero Riviera (VB), Germignaga, Oggebbio (VB), Porto Valtravaglia.

## Demografia
| Variação demográfica do município entre 1861 e 2011                               |
|                                                                                   |
| Fonte: Istituto Nazionale di Statistica (ISTAT) - Elaboração gráfica da Wikipedia |